# 정제수

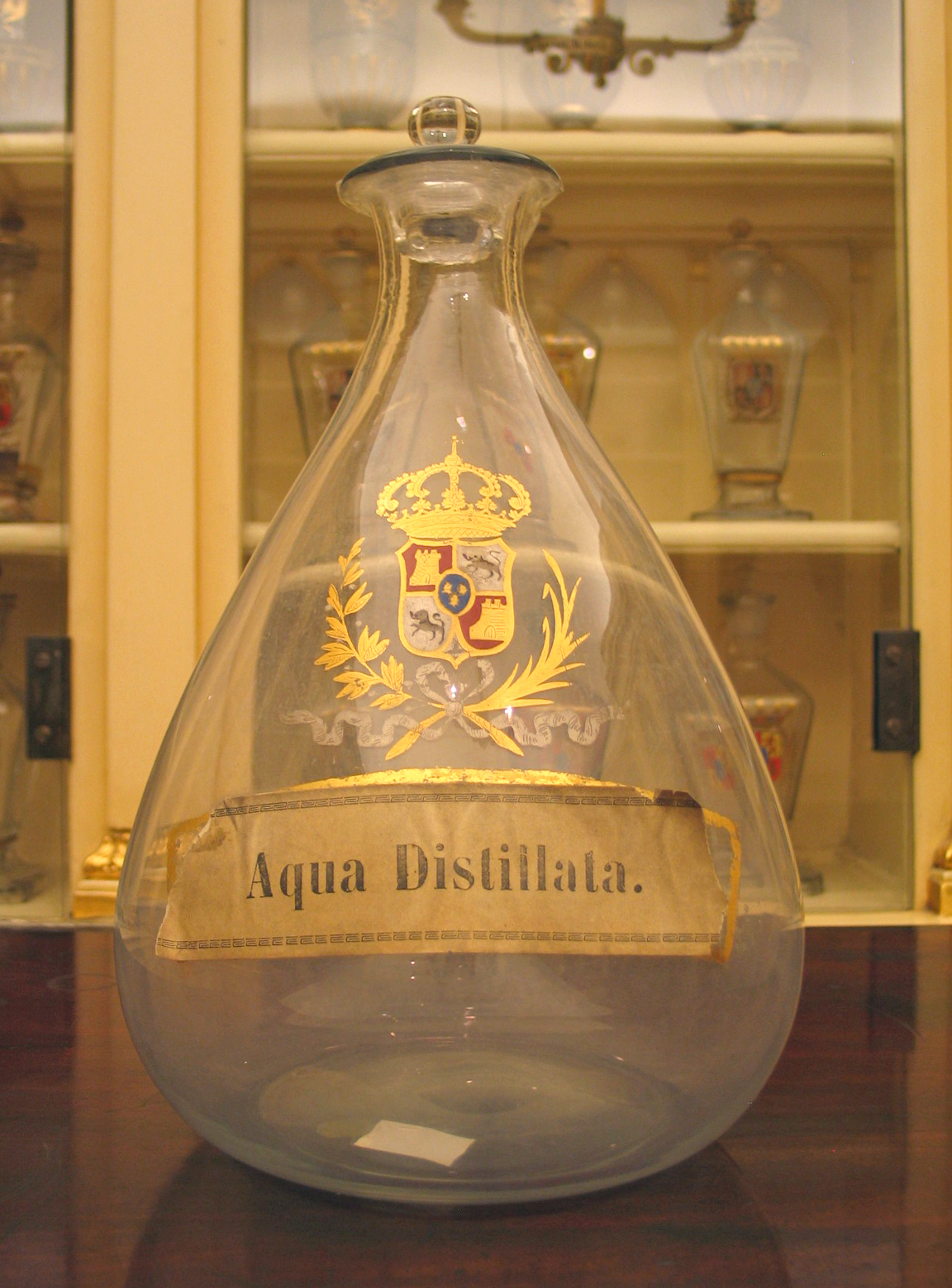
정제수용 물병

정제수(精製水, 영어: Purified water)는 물에 함유되어 있는 용해된 이온, 고체입자, 미생물, 유기물 및 용해된 기체류 등 모든 불순물을 제거한 물이다. 정제수는 기계적으로 여과하거나 가공하여 불순물을 제거하고 사용하기에 적합하도록 만든 물이다. 이전에는 증류수가 가장 일반적인 형태의 정제수였으나 최근에는 용량성 탈이온화, 역삼투, 탄소 필터링, 미세여과, 한외여과, 자외선 산화 또는 전기탈이온화 등의 다른 공정을 통해 물이 더 자주 정제된다. 이러한 여러 공정의 조합은 미량 오염물질이 ppb(10억분의 1) 또는 1조분의 1(ppt) 단위로 측정될 정도로 고순도의 초순수를 생산하는 데 사용되었다.
정제수는 주로 의약품 생산, 과학 및 엔지니어링 실험실, 산업 분야에서 다양한 용도로 사용되며 다양한 순도로 생산된다. 또한 제품 일관성을 유지하기 위해 상업용 음료 산업에서 특정 상표가 붙은 병입 제조법의 주요 성분으로 사용된다. 즉시 사용하기 위해 현장에서 생산하거나 용기에 담아 구입할 수 있다. 구어체 영어로 정제수는 중화 처리("음용 가능")된 물을 의미할 수도 있지만, 인간이나 동물에게 해로운 것으로 간주되는 오염 물질을 반드시 제거할 필요는 없다.

## 용도
정제수는 오토클레이브, 핸드피스, 실험실 테스트, 레이저 절단 및 자동차 사용을 포함한 다양한 응용 분야에 적합하다. 정제는 공정을 방해하거나 증발 잔류물을 남길 수 있는 오염 물질을 제거한다. 물은 일반적으로 좋은 전기 전도체로 간주되지만(예를 들어 가정용 전기 시스템은 젖은 표면과 접촉할 경우 사람에게 특히 위험한 것으로 간주된다.) 순수한 물은 열악한 전도체이다. 해수의 전도도는 일반적으로 5 S/m이고, 식수는 일반적으로 5-50 mS/m 범위에 있는 반면, 고도로 정제된 물은 5.5 μS/m(0.055 μS/cm)만큼 낮을 수 있다. 약 1,000,000:1,000:1이다.
정제수는 제약 산업에서 사용된다. 이 등급의 물은 의약품, 활성 의약품 성분(API) 및 중간체, 공정서 기사 및 분석 시약의 가공, 제제 및 제조에서 원료, 성분 및 용매로 널리 사용된다. 물의 미생물학적 함량은 중요하며 물을 정기적으로 모니터링하고 테스트하여 미생물학적 통제 범위 내에 있는지 확인해야 한다.
정제수는 상업용 음료 산업에서도 맛, 투명도 및 색상의 중요한 일관성을 유지하기 위해 상표가 붙은 병입 제조법의 주요 성분으로 사용된다. 이는 소비자에게 안전하고 만족스러운 음주를 보장한다. 충전 및 밀봉 전 공정에서 개별 병은 항상 탈이온수로 헹구어 맛 변화를 일으킬 수 있는 입자를 제거한다.
탈이온수와 증류수는 납산 배터리에서 셀의 부식을 방지하기 위해 사용되지만 생성 과정에서 물에서 더 많은 불순물이 제거되므로 탈이온수가 더 나은 선택이다.

### 실험실 사용
수질에 대한 기술 표준은 미국화학회(ACS), ASTM 인터내셔널, 현재 CLSI인 미국 임상실험실표준위원회(NCCLS), 미국 약전(USP) 등 여러 전문 기관에서 제정되었다. ASTM, NCCLS, ISO 3696 또는 국제 표준화 기구에서는 순도 수준에 따라 정제수를 1~3등급 또는 유형 I~IV로 분류한다. 이들 조직은 고도로 정제된 물에 대해 동일하지는 않지만 유사한 매개변수를 가지고 있다.
유럽 약전에서는 증류를 거치지 않고도 주사용수의 품질을 충족하는 물에 대한 정의로 고순도수(HPW)를 사용한다. 실험실 환경에서 고도로 정제된 물은 "고도로" 정제된 물의 다양한 품질을 나타내는 데 사용된다.

## 같이 보기
- 증류수
- 인공해수
- 중수
- 전해수기
- 정수 (물)